# Teen Choice Awards 2015
La 17ª edizione dei Teen Choice Awards ha avuto luogo il 16 agosto 2015 nel Galen Center di Los Angeles, California.

## Presentatore
- Gina Rodriguez
- Josh Peck
- Ludacris

## Performers
- Little Mix - Black Magic
- 5 Seconds of Summer - She's Kinda Hot
- Robin Thicke ft. Flo Rida - I don't like it, I love it
- Jussie Smollett e Bryshere Y. Gray del cast di Empire
- Rachel Platten - Fight Song

## Premi

### Cinema
| Miglior film d'azione | Miglior attore in un film d'azione | Miglior attrice in un film d'azione |
| --- | --- | --- |
| - Fast & Furious 7 - The Divergent Series: Insurgent - Kingsman - Secret Service - Maze Runner - Il labirinto - San Andreas - Tracers | - Paul Walker, Fast & Furious 7 - Vin Diesel, Fast & Furious 7 - Ansel Elgort, The Divergent Series: Insurgent - Theo James, The Divergent Series: Insurgent - Taylor Lautner, Tracers - Dylan O'Brien, Maze Runner - Il labirinto | - Shailene Woodley, The Divergent Series: Insurgent - Jordana Brewster, Fast & Furious 7 - Alexandra Daddario, San Andreas - Maggie Grace, Taken 3 - L'ora della verità - Michelle Rodriguez, Fast & Furious 7 - Kaya Scodelario, Maze Runner - Il labirinto |
| Miglior film drammatico | Miglior attore in un film drammatico | Miglior attrice in un film drammatico |
| - Resta anche domani - Adaline - L'eterna giovinezza - Fury - La risposta è nelle stelle - McFarland, USA - La teoria del tutto | - Scott Eastwood, La risposta è nelle stelle - James Franco, True Story - Chris Hemsworth, Blackhat - Jonah Hill, True Story - Logan Lerman, Fury - Eddie Redmayne, La teoria del tutto | - Chloë Grace Moretz, Resta anche domani - Felicity Jones, True Story e La teoria del tutto - Blake Lively, Adaline - L'eterna giovinezza - Britt Robertson, La risposta è nelle stelle - Kristen Stewart, Still Alice - Reese Witherspoon, Wild |
| Miglior film sci-fi/fantasy | Miglior attore in un film sci-fi/fantasy | Miglior attrice in un film sci-fi/fantasy |
| - Hunger Games: Il canto della rivolta - Parte 1 - Avengers: Age of Ultron - Cenerentola - Lo Hobbit - La battaglia delle cinque armate - Mad Max: Fury Road - Tomorrowland - Il mondo di domani                                                    | - Josh Hutcherson, Hunger Games: Il canto della rivolta - Parte 1 - George Clooney, Tomorrowland - Il mondo di domani - Robert Downey Jr., Avengers: Age of Ultron - Chris Hemsworth, Avengers: Age of Ultron - Liam Hemsworth, Hunger Games: Il canto della rivolta - Parte 1 - Channing Tatum, Jupiter - Il destino dell'universo   | - Jennifer Lawrence, Hunger Games: Il canto della rivolta - Parte 1 - Mackenzie Foy, Interstellar - Lily James, Cenerentola - Scarlett Johansson, Avengers: Age of Ultron - Mila Kunis, Jupiter - Il destino dell'universo - Britt Robertson, Tomorrowland - Il mondo di domani |
| Miglior film commedia | Miglior attore in un film commedia | Miglior attrice in un film commedia |
| - Pitch Perfect 2 - Sotto il cielo delle Hawaii - L'A.S.S.O. nella manica - Scemo & + scemo 2 - Notte al museo - Il segreto del faraone - Paul Blart: Mall Cop 2                                                                                    | - Skylar Astin, Pitch Perfect 2 - Robbie Amell, L'A.S.S.O. nella manica - Jim Carrey, Scemo & + scemo 2 - Bradley Cooper, Sotto il cielo delle Hawaii - Kevin James, Il superpoliziotto del supermercato 2 - Ben Stiller, Notte al museo - Il segreto del faraone                                                                     | - Anna Kendrick, Pitch Perfect 2 - Raini Rodriguez, Il superpoliziotto del supermercato 2 - Emma Stone, Sotto il cielo delle Hawaii - Mae Whitman, L'A.S.S.O. nella manica - Rebel Wilson, Pitch Perfect 2 - Reese Witherspoon, Fuga in tacchi a spillo |
| Miglior cattivo | Miglior intesa in un film | Miglior bacio in un film |
| - Bella Thorne, L'A.S.S.O. nella manica - Rose Byrne, Spy - Vincent D'Onofrio, Jurassic World - Jason Statham, Fast & Furious 7 - Donald Sutherland, Hunger Games: Il canto della rivolta - Parte 1 - Kate Winslet, The Divergent Series: Insurgent | - Anna Kendrick e Brittany Snow, Pitch Perfect 2 - Jim Carrey e Jeff Daniels, Scemo & + scemo 2 - Il cast di Fast & Furious 7 - Thomas Mann e RJ Cyler, Quel fantastico peggior anno della mia vita - Dylan O'Brien e Thomas Brodie-Sangster, Maze Runner - Il labirinto - Sofía Vergara e Reese Witherspoon, Fuga in tacchi a spillo | - Shailene Woodley e Theo James, The Divergent Series: Insurgent - Jennifer Lawrence e Liam Hemsworth, Hunger Games: Il canto della rivolta - Parte 1 - Blake Lively e Michiel Huisman, Adaline - L'eterna giovinezza - Mae Whitman e Robbie Amell, L'A.S.S.O. nella manica - Rebel Wilson e Adam DeVine, Pitch Perfect 2 - Reese Witherspoon e Sofía Vergara, Fuga in tacchi a spillo |
| Miglior crisi isterica | Miglior ruba-scena in un film | Miglior stella emergente in un film |
| - Anna Kendrick, Pitch Perfect 2 - Lewis Black, Inside Out - Bryce Dallas Howard, Jurassic World - Melissa McCarthy, Spy - Reese Witherspoon, Fuga in tacchi a spillo                                                                               | - Chris Evans, Avengers: Age of Ultron - Adam DeVine, Pitch Perfect 2 - Green Bay Packers, Pitch Perfect 2 - Nicholas Hoult, Mad Max: Fury Road - Hailee Steinfeld, Pitch Perfect 2 - Miles Teller, The Divergent Series: Insurgent                                                                                                   | - Cara Delevingne, Città di carta - Thomas Brodie-Sangster, Maze Runner - Il labirinto - Scott Eastwood, La risposta è nelle stelle - Taron Egerton, Kingsman: The Secret Service - Thomas Mann, Quel fantastico peggior anno della mia vita - Elizabeth Olsen, Avengers: Age of Ultron                                                                                                |
| Miglior film dell'estate | Miglior attore dell'estate | Miglior attrice dell'estate |
| - Città di carta - Inside Out - Jurassic World - Quel fantastico peggior anno della mia vita - Spy - Terminator Genisys | - Channing Tatum, Magic Mike XXL - Dwayne Johnson, San Andreas - Chris Pratt, Jurassic World - Paul Rudd, Ant-Man - Adam Sandler, Pixels - Nat Wolff, Città di carta | - Cara Delevingne, Città di carta - Emilia Clarke, Terminator Genisys - Bryce Dallas Howard, Jurassic World - Evangeline Lilly, Ant-Man - Melissa McCarthy, Spy - Amy Poehler, Inside Out |

### Musica
| Miglior artista maschile | Miglior artista femminile | Miglior gruppo musicale (uomini) |
| --- | --- | --- |
| - Ed Sheeran - Jason Derulo - Nick Jonas - Shawn Mendes - Pitbull - Sam Smith | - Demi Lovato - Iggy Azalea - Selena Gomez - Ariana Grande - Rihanna - Taylor Swift | - One Direction - 5 Seconds of Summer - Fall Out Boy - Imagine Dragons - Maroon 5 - OneRepublic |
| Miglior gruppo musicale (donne) | Miglior artista R&B/hip-hop | Miglior artista country |
| - Fifth Harmony - The Barden Bellas - Cimorelli - Haim - Icona Pop - Little Mix | - Nicki Minaj - Wiz Khalifa - Iggy Azalea - Drake - The Weeknd - Kanye West | - Carrie Underwood - Luke Bryan - Florida Georgia Line - Hunter Hayes - Miranda Lambert - Blake Shelton |
| Miglior brano femminile | Miglior brano maschile | Miglior brano di un gruppo musicale |
| - "One Last Time", Ariana Grande - "All About That Bass", Meghan Trainor - "Bang Bang", Jessie J, Ariana Grande e Nicki Minaj - "Heartbeat Song", Kelly Clarkson - "Pretty Girls", Britney Spears e Iggy Azalea - "Shake It Off", Taylor Swift | - "Thinking Out Loud", Ed Sheeran - "Jealous", Nick Jonas - "Lay Me Down", Sam Smith - "Stitches", Shawn Mendes - "Uptown Funk", Mark Ronson con Bruno Mars - "Where Are Ü Now", Jack Ü e Justin Bieber                                         | - "Steal My Girl", One Direction - "Centuries", Fall Out Boy - "Cool Kids", Echosmith - "Sugar", Maroon 5 - "What I Like About You", 5 Seconds of Summer - "Worth It", Fifth Harmony con Kid Ink |
| Miglior artista internazionale | Miglior brano country | Miglior brano R&B/hip-hop |
| - Super Junior - 2NE1 - 5 Seconds of Summer - Girls' Generation - Little Mix - One Direction | - "Little Toy Guns", Carrie Underwood - "21", Hunter Hayes - "Kick the Dust Up", Luke Bryan - "Sippin' On Fire", Florida Georgia Line - "Take Your Time", Sam Hunt - "That Ghost", Megan and Liz                                                | - "See You Again", Wiz Khalifa con Charlie Puth - "Bitch Better Have My Money", Rihanna - "Earned It", The Weeknd - "FourFiveSeconds", Rihanna, Kanye West e Paul McCartney - "I Don't Like It, I Love It", Flo Rida con Robin Thicke e Verdine White - "Watch Me (Whip/Nae Nae) ", Silentó                   |
| Miglior brano rock | Miglior canzone d'amore | Miglior canzone break-up (rottura storia d'amore) |
| - "Take Me to Church", Hozier - "Budapest", George Ezra - "I Bet My Life", Imagine Dragons - "Renegades", X Ambassadors - "Tear in My Heart", Twenty One Pilots - "Uma Thurman", Fall Out Boy | - "Night Changes", One Direction - "Black Magic", Little Mix - "Earned It", The Weeknd - "Sledgehammer", Fifth Harmony - "Sugar", Maroon 5 - "Thinking Out Loud", Ed Sheeran                                                                    | - "Bad Blood", Taylor Swift con Kendrick Lamar - "Don't", Ed Sheeran - "Ex's & Oh's", Elle King - "The Heart Wants What It Wants", Selena Gomez - "Lips Are Movin", Meghan Trainor - "Where Are Ü Now", Jack Ü e Justin Bieber                                                                                |
| Miglior canzone dell'estate | Miglior star musicale femminile dell'estate | Miglior star musicale maschile dell'estate |
| - "Worth It", Fifth Harmony con Kid Ink - "Bad Blood", Taylor Swift con Kendrick Lamar - "Cheerleader", Omi - "Cool for the Summer", Demi Lovato - "Fight Song", Rachel Platten - "Good for You", Selena Gomez con ASAP Rocky | - Taylor Swift - Selena Gomez - Ariana Grande - Demi Lovato - Nicki Minaj - Rihanna | - Ed Sheeran - Justin Bieber - Jason Derulo - Andy Grammer - Shawn Mendes - The Weeknd |
| Miglior gruppo musicale dell'estate | Miglior tour dell'estate | Miglior party song |
| - One Direction - 5 Seconds of Summer - Echosmith - Fifth Harmony - Little Mix - Maroon 5 | - On the Road Again Tour, One Direction - The 1989 World Tour, Taylor Swift - Boys of Zummer Tour, Fall Out Boy e Wiz Khalifa - The Honeymoon Tour, Ariana Grande - Rock Out with Your Socks Out Tour, 5 Seconds of Summer - x Tour, Ed Sheeran | - "No Control", One Direction - "Bitch Better Have My Money", Rihanna - "Blank Space", Taylor Swift - "I Want You to Know", Zedd con Selena Gomez - "Shut Up and Dance", Walk the Moon - "Uptown Funk", Mark Ronson con Bruno Mars                                                                            |
| Miglior artista emergente | Miglior "Next Big Thing" | Miglior collaborazione musicale |
| - Little Mix - Andy Grammer - Tove Lo - Rachel Platten - Meghan Trainor - The Weeknd | - Bea Miller - Clark Beckham - Kalin and Myles - Skate Maloley - Neon Jungle - Spring King | - "Bad Blood", Taylor Swift con Kendrick Lamar - "Hey Mama", David Guetta featuring Nicki Minaj, Bebe Rexha e Afrojack - "Pretty Girls", Britney Spears e Iggy Azalea - "See You Again", Wiz Khalifa con Charlie Puth - "Uptown Funk", Mark Ronson con Bruno Mars - "Where Are Ü Now", Jack Ü e Justin Bieber |
| Miglior canzone da un film o uno show TV | | |
| - "See You Again" da Fast & Furious 7, Wiz Khalifa con Charlie Puth - "Believe" da Descendants, Shawn Mendes - "Flashlight" da Pitch Perfect 2, Jessie J - "Gotta Be Me" da Teen Beach 2, cast di Teen Beach 2 - "Love Me like You Do" da Cinquanta sfumature di grigio, Ellie Goulding - "You're So Beautiful" da Empire, Jussie Smollett e Yazz | | |

### Televisione
| Miglior serie TV drammatica | Miglior attore in una serie TV drammatica | Miglior attrice in una serie TV drammatica |
| --- | --- | --- |
| - Pretty Little Liars - Castle - Empire - The Fosters - Grey's Anatomy - Nashville | - Ian Harding, Pretty Little Liars - Keegan Allen, Pretty Little Liars - Jake T. Austin, The Fosters - Nathan Fillion, Castle - Terrence Howard, Empire - Jussie Smollett, Empire | - Lucy Hale, Pretty Little Liars - Taraji P. Henson, Empire - Maia Mitchell, The Fosters - Shay Mitchell, Pretty Little Liars - Hayden Panettiere, Nashville - Kerry Washington, Scandal            |
| Miglior serie TV fantasy/sci-fi | Miglior attore in una serie TV fantasy/sci-fi | Miglior attrice in una serie TV fantasy/sci-fi |
| - The Vampire Diaries - The 100 - Agents of S.H.I.E.L.D. - Arrow - C'era una volta - Sleepy Hollow | - Jared Padalecki, Supernatural - Stephen Amell, Arrow - Joseph Morgan, The Originals - Bobby Morley, The 100 - Ian Somerhalder, The Vampire Diaries - Paul Wesley, The Vampire Diaries | - Nina Dobrev, The Vampire Diaries - Candice Accola, The Vampire Diaries - Jennifer Morrison, C'era una volta - Danielle Panabaker, The Flash - Emily Bett Rickards, Arrow - Eliza Taylor, The 100  |
| Miglior serie TV commedia | Miglior attore in una serie TV commedia | Miglior attrice in una serie TV commedia |
| - The Big Bang Theory - Austin & Ally - Diario di una nerd superstar - Girl Meets World - New Girl - Young & Hungry - Cuori in cucina | - Ross Lynch, Austin & Ally - Anthony Anderson, Black-ish - Jaime Camil, Jane the Virgin - Chris Colfer, Glee - Jim Parsons, The Big Bang Theory - Andy Samberg, Brooklyn Nine-Nine | - Lea Michele, Glee - Dove Cameron, Liv and Maddie - Kaley Cuoco, The Big Bang Theory - Emily Osment, Young & Hungry - Cuori in cucina - Gina Rodriguez, Jane the Virgin - Zendaya, K.C. Undercover |
| Miglior serie animata | Miglior reality show | Miglior cattivo in una serie TV |
| - I Griffin - Adventure Time - Gravity Falls - Regular Show - I Simpson - Star Wars Rebels | - The Voice - American Idol - Dance Moms - Al passo con i Kardashian - Lip Sync Battle - MasterChef Junior | - A , Pretty Little Liars - Tom Cavanagh, The Flash - The Dread Doctors, Teen Wolf - Terrence Howard, Empire - Matt Nable, Arrow - Chris Wood, The Vampire Diaries                                  |
| Miglior ruba-scena in una serie TV | Miglior star emergente in una serie TV | Miglior serie di successo |
| - Dylan O'Brien, Teen Wolf - Trai Byers, Empire - Kat Graham, The Vampire Diaries - Sasha Pieterse, Pretty Little Liars - Bella Thorne, Scream - Ashley Tisdale, Young & Hungry - Cuori in cucina                                            | - Grant Gustin, The Flash - Candice Patton, The Flash - Gina Rodriguez, Jane the Virgin - Yara Shahidi, Black-ish - Jussie Smollett, Empire - Yazz, Empire | - Empire - Becoming Us - Black-ish - iZombie - Jane the Virgin - Younger |
| Miglior intesa in una serie TV | Miglior bacio in una serie TV | Miglior show TV dell'estate |
| - Jensen Ackles e Misha Collins, Supernatural - Il cast di The Big Bang Theory - Il cast di Empire - Kat Graham e Ian Somerhalder, The Vampire Diaries - Grant Gustin e Candice Patton, The Flash - Ross Lynch e Laura Marano, Austin & Ally | - Nina Dobrev e Ian Somerhalder, The Vampire Diaries - Candice Accola e Paul Wesley, The Vampire Diaries - Jennifer Morrison e Colin O'Donoghue, C'era una volta - Candice Patton e Grant Gustin, The Flash - Emily Bett Rickards e Stephen Amell, Arrow - Gina Rodriguez e Justin Baldoni, Jane the Virgin | - Teen Wolf - Baby Daddy - Chasing Life - Faking It - Più che amiche - Scream - So You Think You Can Dance                                                                                          |
| Miglior star TV maschile dell'estate | Miglior star TV femminile dell'estate | |
| - Tyler Blackburn, Pretty Little Liars - David Lambert, The Fosters - Ross Lynch, Teen Beach 2 - Tyler Posey, Teen Wolf - Gregg Sulkin, Faking It - Mike Vogel, Under the Dome                                                               | - Ashley Benson, Pretty Little Liars - Troian Bellisario, Pretty Little Liars - Willa Fitzgerald, Scream - Laura Marano, Austin & Ally - Maia Mitchell, Teen Beach 2 - Italia Ricci, Chasing Life | |

### Fashion
| Donna più sexy                                                                          | Uomo più sexy                                                                                    |
| --------------------------------------------------------------------------------------- | ------------------------------------------------------------------------------------------------ |
| - Fifth Harmony - Miley Cyrus - Cara Delevingne - Selena Gomez - Rihanna - Taylor Swift | - One Direction - 5 Seconds of Summer - Justin Bieber - Ryan Guzman - Austin Mahone - Zayn Malik |

### Sport
| Miglior atleta maschile                                                                                             | Miglior atleta femminile |
| --- | --- |
| - Stephen Curry - American Pharoah e Victor Espinoza - Tom Brady - LeBron James - Cristiano Ronaldo - Jordan Spieth | - Nazionale di calcio femminile degli Stati Uniti d'America - The Bella Twins - Simone Biles - Danica Patrick - Ronda Rousey - Serena Williams |

### Web
| Miglior star femminile nel web                                                                                         | Miglior star maschile nel web | Miglior comico nel web |
| --- | --- | --- |
| - Bethany Mota - Eva Gutowski, "MyLifeAsEva" - Grace Helbig - Jenn McAllister, "jennXpenn" - Michelle Phan - Lele Pons | - Cameron Dallas - Matthew Espinosa - Joey Graceffa - Ryan Higa - Felix Kjellberg, "PewDiePie" - Tyler Oakley                                           | - Colleen Ballinger, "Miranda Sings" - Dude Perfect - Nash Grier - The Janoskians - Josh Peck - Lilly Singh, "Superwoman" |
| Miglior artista musicale nel web                                                                                       | Più fashion nel web | Re dei social media |
| - Shawn Mendes - Christina Grimmie - Jack & Jack - Tori Kelly - Lindsey Stirling - Sam Tsui                            | - Zoe Sugg, "Zoella" - Andrea Brooks, "Andrea's Choice" - Rachel Levin, "RCLBEAUTY101" - Bethany Mota - Ingrid Nilsen, "Missglamorazzi" - Michelle Phan | - Justin Bieber - Jimmy Fallon - Bruno Mars - LeBron James - Pitbull - Justin Timberlake                                  |
| Regina dei social media                                                                                                | Miglior twit | Miglior viner |
| - Caitlyn Jenner - Miley Cyrus - Selena Gomez - Nicki Minaj - Katy Perry - Taylor Swift                                | - Taylor Swift - Justin Bieber - Lady Gaga - Katy Perry - Shakira - Justin Timberlake                                                                   | - Cameron Dallas - Matthew Espinosa - Brittany Furlan - Logan Paul - Josh Peck - Lele Pons                                |
| Miglior instagrammer                                                                                                   | Miglior youtuber | Miglior fandom |
| - Ariana Grande - Beyoncé - Justin Bieber - Selena Gomez - Kylie Jenner - Kim Kardashian                               | - Kian Lawley, "SuperKian13" - Connor Franta - Jenna Marbles - Bethany Mota - Tyler Oakley - Lilly Singh, "Superwoman"                                  | - Super Junior - 5 Seconds of Summer - Fifth Harmony - Lady Gaga - Demi Lovato - One Direction                            |

### Altro
| Miglior comico                                                                            | Miglior ballerino/a                                                                   | Miglior modella                                                                                | Miglior selfie taker                                                                           |
| ----------------------------------------------------------------------------------------- | ------------------------------------------------------------------------------------- | ---------------------------------------------------------------------------------------------- | ---------------------------------------------------------------------------------------------- |
| - Ellen DeGeneres - Jimmy Fallon - Kevin Hart - Jimmy Kimmel - George Lopez - Amy Schumer | - Chloe Lukasiak - Allison Holker - Derek Hough - Les Twins - tWitch - Maddie Ziegler | - Kendall Jenner - Hailey Baldwin - Cara Delevingne - Gigi Hadid - Karlie Kloss - Robyn Lawley | - One Direction - Justin Bieber - Kylie Jenner - Kim Kardashian - Rihanna - Nicole Scherzinger |